# La Mã hóa (văn hóa)
La Mã hóa hoặc Latinh hóa (tiếng Anh: Romanization hay Latinization) là một thuật ngữ về ý nghĩa văn hóa và lịch sử đều biểu thị quá trình tiếp nhận nền văn hóa La Mã khác nhau, chẳng hạn như giao thoa văn hóa, hội nhập và đồng hóa của những cư dân được sáp nhập và nằm ngoài biên ải của Cộng hòa La Mã và Đế quốc La Mã về sau này. Nền sử học La Mã cổ đại và sử học Ý cho đến thời kỳ phát xít hay dùng để gọi những quá trình khác nhau của việc "khai hóa dân man rợ".

## Đặc điểm

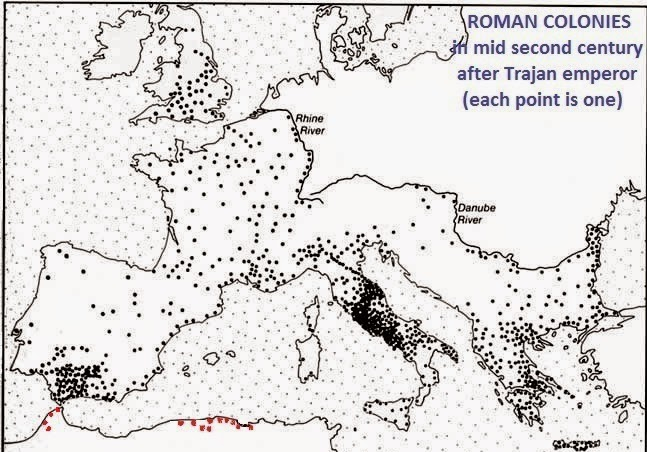
Bản đồ thể hiện các thuộc địa của Đế quốc La Mã

Sự đón nhận và biến đổi về văn hoá đã được tiến hành từ trên xuống dưới, tầng lớp thượng lưu tiếp nhận văn hóa La Mã đầu tiên và lối sống cũ vẫn kéo dài lâu nhất ở các quận huyện xa trung tâm trong tầng lớp nông dân. Những con tin đóng một vai trò quan trọng trong quá trình này, khi trẻ em thuộc tầng lớp tinh hoa đến từ vùng Mauretania cho tới xứ Gaul đều được người La Mã đưa về nuôi nấng và giáo dục ở Roma.
Ngành sử học La Mã cổ đại và sử học truyền thống của Ý đã xác định đầy tự tin các quá trình khác nhau có liên quan với một "nền văn minh của người man rợ". Giới sử học ngày nay có một cái nhìn tinh tế hơn: bằng cách cầu hòa với Roma, thành phần ưu tú địa phương có thể làm cho vị thế của họ được an toàn hơn và củng cố uy tín của mình. Những chủ đề mới bao gồm việc nghiên cứu giá trị cá nhân và tập thể cùng việc xây dựng bản sắc riêng, các khía cạnh cá nhân của nguồn gốc quốc gia dân tộc. Sự chuyển tiếp này có tác dụng riêng biệt ở những tỉnh khác nhau; như Blagg và Millett nhấn mạnh ngay cả một tỉnh La Mã có thể quá rộng lớn cho một bức tranh về việc tổng quát hóa.
Một đặc trưng của nền văn hóa La Mã là đã tạo ra hàng trăm thuộc địa La Mã trên khắp vùng lãnh thổ của nước Cộng hòa La Mã và Đế chế La Mã sau này. Đến thời Traianus, đế chế đã tạo ra các thuộc địa bằng cách sử dụng lực lượng cựu chiến binh, chủ yếu từ bán đảo Ý nhằm đẩy mạnh phong tục và luật lệ La Mã qua việc sử dụng tiếng Latinh như Livius mô tả dưới đây: 
Khoảng 400 thị trấn (của Đế chế La Mã) được biết là đã sở hữu thứ hạng colonia. Trong đế quốc, thuộc địa là nơi trưng bày nền văn hóa La Mã và là ví dụ về lối sống La Mã. Cư dân bản địa ở các tỉnh có thể xem họ dự kiến sẽ sống ra sao. Bởi vì trách nhiệm này, việc thăng cấp một thị trấn lên thành trạng thái "Colonia civium Romanorum" ngụ ý rằng tất cả công dân đều được nhận đầy đủ quyền công dân và trao tặng một ngôi đền cho bộ ba vị thần Capitoline: Jupiter, Juno, và Minerva, các vị thần được thờ phụng tại đền thờ thần Jupiter là tốt nhất và lớn nhất trên ngọn đồi Capitol ở Roma.Livius 

## Quá trình
Chính sự tồn tại là ngọn nguồn vụ tranh luận giữa các nhà khảo cổ ngày nay. Một trong những phương pháp tiếp cận đầu tiên, có thể được coi là phương pháp "truyền thống" ngày hôm nay do Francis Haverfield đề ra. Ông thấy quá trình này bắt đầu chủ yếu trong những xã hội sau khi bị người La Mã chinh phục (ví dụ như đảo Anh và xứ Gaul), nơi mà chính sách của người La Mã nhắm vào từ đầu việc khuyến khích sự gia tăng dân số 'La Mã' trong tỉnh thông qua việc thành lập các thuộc địa của cựu chiến binh. Những thuộc địa này (coloniae) đều nói tiếng Latinh và trở thành công dân La Mã sau nhiệm kỳ quân đội của họ, do vậy Haverfield đã cho rằng điều này sẽ để lại ảnh hưởng 'theo kiểu La Mã' trên các cộng đồng bản địa.
Nhờ vào tiến trình này, dù được thúc đẩy bởi các tiêu chuẩn vào đầu thế kỷ 20 của chủ nghĩa đế quốc và thay đổi văn hóa, tạo cơ sở cho sự hiểu biết hiện đại về La Mã hóa. Tuy nhiên, qua những nghiên cứu mang tính học thuật gần đây đã cống hiến bản thân nó nhằm cung cấp các mô hình thay thế như làm thế nào mà cư dân bản địa tiếp nhận văn hóa La Mã, trong khi đặt câu hỏi về mức độ nền văn hóa này được chấp nhận hay phản đối.
1. Mô hình không can thiệp[7] – Tầng lớp tinh hoa bản địa được khuyến khích gia tăng vị thế xã hội thông qua việc giao thiệp với kẻ chinh phục hùng mạnh có thể là trong cách ăn mặc, nhà ở và tiêu dùng thực phẩm. Điều này cung cấp cho họ quyền lực liên quan. Việc thành lập một hệ thống chính quyền dân sự đã mau chóng áp dụng nhằm củng cố tính lâu dài của bộ máy thống trị La Mã.
2. Đặc tính chênh lệch[8] – Chẳng có sự đồng nhất nào về bản sắc mà giới học giả có thể mô tả chính xác như truyền thống 'La Mã hóa'. Khác biệt cơ bản trong một tỉnh có thể thấy rõ thông qua kinh tế, tôn giáo và bản sắc. Không phải tất cả tỉnh đều thuộc phe thân Roma, cũng như không phải tất cả các tầng lớp tinh hoa tìm được giống như các tầng lớp thượng lưu La Mã.
3. Tiếp biến văn hóa[9] – Các khía cạnh của hai nền văn hóa bản địa và La Mã được hòa hợp với nhau. Điều này có thể được nhìn thấy trong việc thừa nhận La Mã, và tiếp nhận phong tục tập quán tôn giáo phi cổ điển. Bao gồm các vị thần Isis, Epona, Britannia và Dolychenus trong đền Pantheon là bằng chứng về điều này.
4. Pha trộn văn hóa[10] – La Mã hóa xảy ra như là kết quả đàm phán giữa các yếu tố khác nhau của các tầng lớp xã hội không bình đẳng. Văn hóa vật chất vì vậy mà không rõ ràng.